# قیرکندی
قیرکندی، روستایی است از توابع بخش پلدشت و در شهرستان ماکو استان آذربایجان غربی ایران.
جمعیت روستای میلاد شهر پلدشت 5000 و 2000 خانوار بوده است :
این روستا در دهستان زنگبار قرار داشته و بر اساس سرشماری سال ۱۳۸۵ جمعیت آن  نفر (۷۳ خانوار) 
بوده است.